# Suore sacramentine
Le suore sacramentine sono un istituto religioso femminile di diritto pontificio.

## Storia

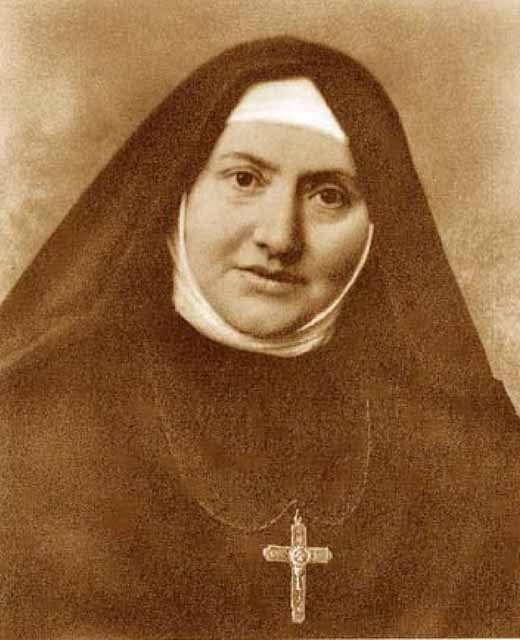
Geltrude Comensoli, fondatrice dell'istituto

La congregazione venne fondata nel 1882 a Bergamo dal sacerdote italiano Francesco Spinelli (1853-1913) con l'aiuto di Geltrude Comensoli (1847-1903): venne canonicamente eretta come istituto di diritto diocesano dal vescovo di Lodi l'8 settembre del 1891, erezione confermata dal vescovo di Bergamo nel 1982.
L'istituto ottenne il pontificio decreto di lode l'11 aprile del 1900 ed è stato approvato definitivamente dalla Santa Sede il 14 dicembre del 1906: le sue costituzioni sono state approvate il 5 giugno 1910.
Giovanni Paolo II ha beatificato la fondatrice nel 1989 e il fondatore nel 1992. Geltrude Comensoli è proclamata santa da papa Benedetto XVI nel 2009.

## Attività e diffusione
Le sacramentine si dedicano all'adorazione del santissimo Sacramento e all'educazione della gioventù in asili, scuole, convitti e oratori.
Oltre che in Italia, sono presenti in Croazia, in America meridionale (Bolivia, Brasile, Ecuador) e in Africa (Kenya, Malawi, Tanzania); la sede generalizia è a Bergamo.
Al 31 dicembre 2005 l'istituto contava 810 religiose in 101 case.